# Nikolaj Fjodorovič Vatutin
Nikolaj Fjodorovič Vatutin (16. prosince 1901, Čepuchino ve Voroněžské gubernii – 15. dubna 1944) byl sovětský důstojník, od roku 1943 v hodnosti armádního generála. Roku 1965 posmrtně vyznamenán titulem Hrdina Sovětského svazu. Během Velké vlastenecké války byl náčelníkem štábu Severozápadního frontu, zástupce náčelníka generálního štábu, od roku 1942 velel vojskům Voronežského, Jihozápadního a 1. ukrajinského frontu. Vyznamenal se jako velitel na mnohých bojištích, zejména u Stalingradu a Kursku, nebo později při dobývání Ukrajiny. Zemřel po přepadu zorganizovaném Ukrajinskou povstaleckou armádou. Je považován za jednoho z nejlepších velících generálů Rudé armády v době celé Velké vlastenecké války.

## Životopis

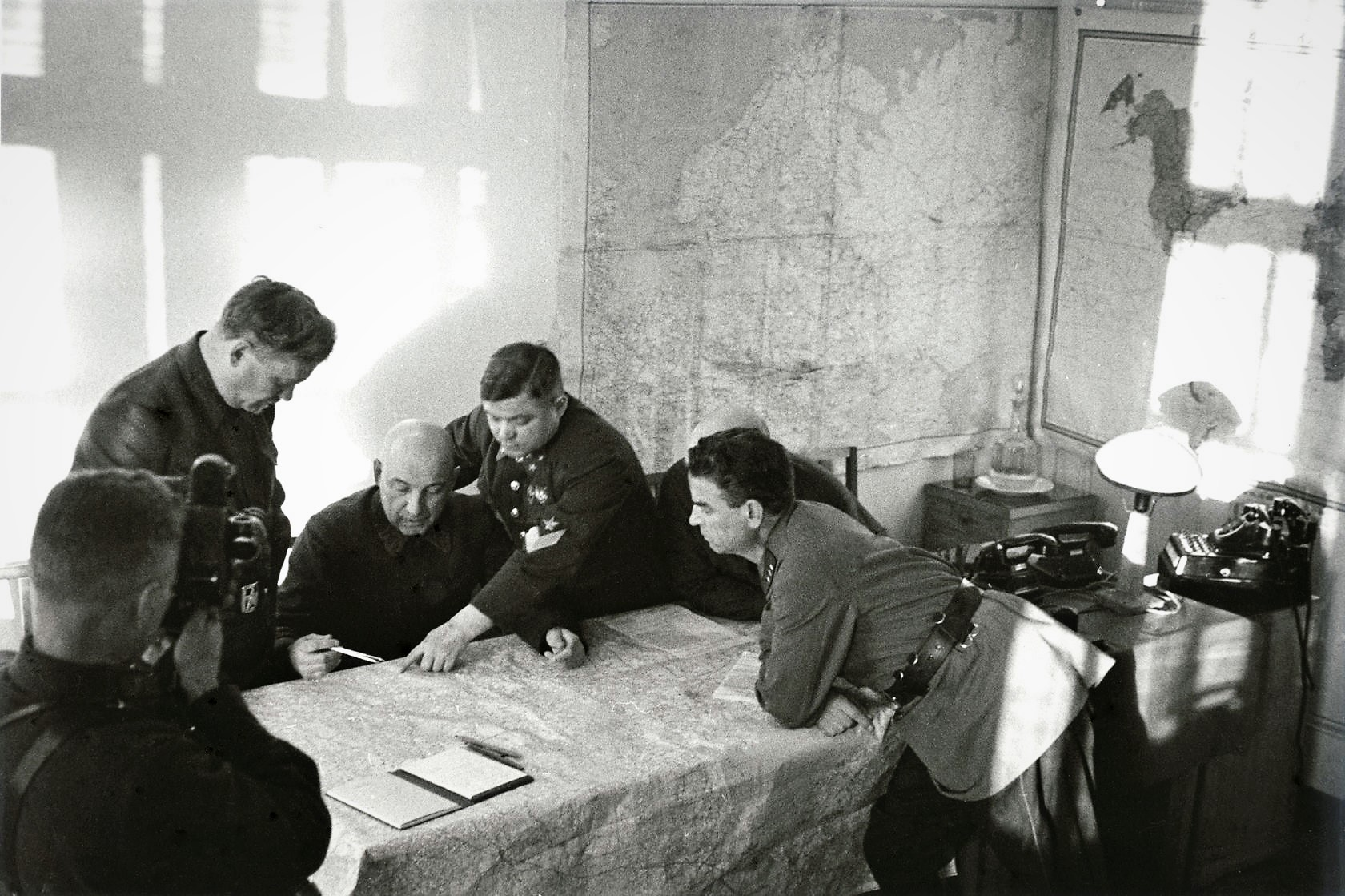
Vatutin (druhý zprava) s ostatními důstojníky severozápadního frontu, únor 1942

Narodil se ve vesničce Čepuchino ve Voroněžské gubernii v chudé venkovské rodině ruského původu jako jedno ze čtyř dětí. Absolvoval čtyřletou obchodní školu. V roce 1920 se stal vojákem 11. záložního střeleckého pluku Rudé armády. Účastnil se bojů proti Nestoru Machnovi a války s Polskem. V roce 1922 absolvoval velitelskou školu v Poltavě. Od roku 1921 byl členem komunistické strany SSSR. Stal se velitelem roty, později i praporu. V květnu 1926 přijat na Frunzeho akademii generálního štábu Rudé armády. Absolvoval ji s vynikajícím prospěchem a hodnocením. Od roku 1929 působil v řadě štábních funkcí. Od roku 1934 následovalo další postgraduální studium na Frunzeho akademii v Moskvě. V roce 1939 se zúčastnil operací ve východním Polsku. Téhož roku byl povýšen na generálporučíka a pověřen funkcí velitele operačního oddělení Rudé armády. V roce 1940 byl jmenován zástupcem náčelníka generálního štábu Rudé armády. V roce 1941 byl vyznamenán Leninovým řádem.
Po napadení SSSR nacistickým Německem působil na řadě bojišť často jako muž poslední naděje a to velmi úspěšně. Setrvával přitom ve funkci zástupce náčelníka generálního štábu, zřejmě s vyhlídkami na post budoucího náčelníka. V červenci 1942 odešel na vlastní žádost do funkce velitele Voroněžského frontu. V listopadu 1942 vedl jako velitel Jihozápadního frontu hlavní protiúder u Stalingradu vedoucí k obklíčení Paulusovy 6. německé armády. Na jaře 1943 obsadil Donbaskou oblast. Při pokusu o dosažení Dněpru utrpěl jedinou vážnou porážku své kariéry při Mannsteinově bočním úderu, nicméně stabilizoval frontu v jižní části Kurského oblouku. V Bitvě u Kurska úspěšně odrazil německou ofenzívu proti jižnímu úseku fronty a počátkem srpna přešel do protiútoku. Po vyčerpávajících bojích v srpnu-září 1943 se rozhodující měrou podílel na vyčištění východní Ukrajiny od německých oddílů a vytvořil dněperská předmostí na západním břehu řeky. Z Ljutěžského předmostí pak 6. listopadu 1943 (už v hodnosti armádního generála a velitele Prvního ukrajinského frontu) osvobodil Kyjev. V prosinci 1943 a lednu 1944 provedl své dvě poslední úspěšné operace-žitomirskou a rovenskou a současně se podílel s I. S. Koněvem na úspěšné obkličovací korsuň-ševčenkovské operaci.

### Smrt
Při inspekční cestě směrem na město Slavuta byl 29. února 1944 postřelen ze zálohy vojáky Ukrajinské povstalecké armády u vesnice Myljatyn v rajónu Ostroh v Rovenské oblasti a 15. dubna 1944 zemřel na sepsi. Jeho poslední naplánovanou operaci, která skončila faktickým „vyčištěním“ Ukrajiny provedl maršál SSSR Georgij Konstantinovič Žukov. Byl respektován svými podřízenými stejně jako německou generalitou, která uznale hodnotila jeho agresivitu a originalitu způsobu vedení boje. V SSSR dlouho byl nezaslouženě poněkud podceňován. Šlo o jednoho z mála sovětských důstojníků, kteří unikli stalinským represím 30. let.
Bylo po něm pojmenováno město Vatutine v Čerkaské oblasti na Ukrajině.